# Federico Salvai
Carlos Federico Salvai (Salta, 9 de junio de 1977) político argentino, miembro de Propuesta Republicana.  Ocupó el cargo de jefe de Gabinete de Ministros de la provincia de Buenos Aires entre el 10 de noviembre de 2016 y el 10 de diciembre de 2019.

## Biografía
Salvai nació en la Ciudad de Salta el 9 de junio de 1977. estudio dos años de Periodismo en la Universidad Kennedy.En 1996 es nombrado por su padre diputado de la UCR como asesor legislativo. Entre 1998 y 1999, y director de prensa del Consejo Provincial por la diputada del PRO María Laura Leguizamón. Casado con Carolina Stanley, quien fue no brada ministra de Desarrollo Social de la Nación en la presidencia de Mauricio Macri. Juntos tienen dos hijos.
En 2003 apoyó al Frente Compromiso para el Cambiode Mauricio Macri como su candidato a jefe de Gobierno de la Ciudad de Buenos Aires. En esas elecciones, no resultó elegido al obtener un 1.23 por ciento de los votos. Compromiso por el Cambio se cambia su nombre a PRO.
Designado asesor en la Auditoría General de la Ciudad de Buenos Aires por Mauricio Macri desde 2003 hasta el 2008, cuándo fue nombrado como jefe de Gabinete de María Eugenia Vidal, en ese entonces Ministra de Desarrollo Social de la Ciudad de Buenos Aires en el gobierno de Mauricio Macri. En 2011 Salvai fue nombrado secretario de Vidal, hasta el 2013 cuando fue elegido legislador porteño.
En 2015, ya con María Eugenia Vidal como gobernadora de la provincia de Buenos Aires, fue nombrado ministro de Gobierno en el gobierno de Vidal. En noviembre de 2016 fue reemplazado por Joaquín de la Torre y Salvai ocupó la nueva jefatura de gabinete, que no está contemplada en la Constitución provincial.En 2017 Federico Salvai fue señalado junto con su esposa como los responsables de una red de afiliación falsa en planes sociales, Carolina Stanley, en su rol de ministra de Desarrollo Social  donde están dados de alta todos estos beneficiarios de planes sociales«, con Miles de personas que figuran como aportantes de la campaña 2017 de Cambiemos en la provincia de Buenos Aires, que impulsó a Graciela Ocaña y a Esteban Bullrich al Congreso. Se trata, en general, de ciudadanos de condición humilde que reciben planes sociales y negaron haberse afiliado al PRO o haber realizado aportes monetarios.
Durante la campaña a la tesorera del PRO, María Fernanda Inza, anotó en 2015 a su tía abuela de 84 años con Alzheimer como responsable financiera de la campaña del partido conservador Cambiemos.
En 2018 fue denunciado en el marco de la causa por aportantes fantasmas y lavado de dinero en la campaña de Cambiemos, junto  a María Fernanda Inza y a los intendentes Néstor Grindetti (Lanús) y Jorge Macri (Vicente López), en tanto autoridades partidarias, y Esteban Bullrich, Graciela Ocaña, Gladys González y Héctor "Toty" Flores.En julio de 2018, a partir de una investigación del periodista Juan Amorín, se dio inicio a una demanda penal hacia el partido Propuesta Republicana (PRO), del cual la exgobernadora era la presidenta en la provincia de Buenos Aires. El motivo de la misma es la aparición de "aportantes truchos" a la campaña de la que fueron candidatos Esteban Bullrich, Graciela Ocaña, Gladys González y Héctor "Toty" Flores . Muchas personas que eran parte de cooperativas sociales (Argentina Trabaja y Ellas Hacen) figuraban como aportantes en efectivo a la campaña de Cambiemos en la provincia de Buenos Aires.
La investigación apuntaba a develar como Cambiemos utilizó los nombres de beneficiarios de planes sociales para falsificar aportes a la campaña política de 2015 y 2017 y afiliarlos sin su consentimiento al PRO. El empresario y excandidato del PRO en Ituzaingó Osvaldo Marasco contó que se usaron los nombres de candidatos oficialistas para «blanquear» cerca de 85 millones de pesos (aproximadamente 4,7 millones de dólares) en 2015Además, Inza, del Jefe de Gabinete bonaerense y los intendentes de Vicente López, Jorge Macri, y de Lanús, Néstor Grindetti. También se encuentran imputados Silvia Chabán, por el PRO, y Alfredo Irigoin, por la Unión Cívica Radical, en su carácter de responsables económicos de la campaña.Ese mismo mes fue denunciado junto a Vidal por el decreto que penalizaba con hasta 4 años de cárcel a quienes revelaran las DDJJ de funcionarios, tras rebelarse los fuertes incrementos patrimoniales del a gobernadora y sus allegados. El decreto debió ser derogado producto del escándalo y reprobación pública que suscitó” el decreto 647/16.La  oposición acusó a la mandataria provincial y los funcionarios violaron la Constitución que, por el principio de división de poderes, “impide al Ejecutivo asumir funciones legislativas, más aún si se trata de derecho penal”.
Según el decreto, las declaraciones juradas patrimoniales de los funcionarios tendrían carácter “reservado”, estableciendo penas para quienes vulneraran ese contenido. 
En 2019 fue imputado en la causa Gestapo que describía el circuito ilegal que usaba el macrismo para el armado de causas contra opositores.